# Spanyolország az 1988. évi téli olimpiai játékokon
Spanyolország a kanadai Calgaryban megrendezett 1988. évi téli olimpiai játékok egyik részt vevő nemzete volt. Az országot az olimpián 5 sportágban 12 sportoló képviselte, akik érmet nem szereztek.

## Alpesisí
Férfi
| Versenyző            | Versenyszám            | 1. futam      | 1. futam      | 2. futam | 2. futam | Összesítés    | Összesítés    |
| Versenyző            | Versenyszám            | Idő           | Hely.         | Idő      | Hely.    | Idő           | Helyezés      |
| -------------------- | ---------------------- | ------------- | ------------- | -------- | -------- | ------------- | ------------- |
| Delfin Campo         | Műlesiklás             | nem ért célba | nem ért célba | kiesett  | kiesett  | kiesett       | kiesett       |
| Delfin Campo         | Óriás-műlesiklás       | 1:11,68       | 45.           | 1:08,50  | 38.      | 2:20,18       | 39.           |
| Delfin Campo         | Szuperóriás-műlesiklás |               |               |          |          | nem ért célba | nem ért célba |
| Luis Fernández Ochoa | Műlesiklás             | 56,85         | 30.           | 53,18    | 19.      | 1:50,03       | 18.           |
| Luis Fernández Ochoa | Óriás-műlesiklás       | nem ért célba | nem ért célba | kiesett  | kiesett  | kiesett       | kiesett       |
| Luis Fernández Ochoa | Szuperóriás-műlesiklás |               |               |          |          | nem ért célba | nem ért célba |
| Jorge Pujol          | Műlesiklás             | nem ért célba | nem ért célba | kiesett  | kiesett  | kiesett       | kiesett       |
| Jorge Pujol          | Óriás-műlesiklás       | 1:11,31       | 44.           | 1:08,16  | 37.      | 2:19,47       | 37.           |
| Jorge Pujol          | Szuperóriás-műlesiklás |               |               |          |          | 1:49,33       | 36.           |

Női
| Versenyző              | Versenyszám            | 1. futam      | 1. futam      | 2. futam      | 2. futam      | Összesítés | Összesítés |
| Versenyző              | Versenyszám            | Idő           | Hely.         | Idő           | Hely.         | Idő        | Helyezés   |
| ---------------------- | ---------------------- | ------------- | ------------- | ------------- | ------------- | ---------- | ---------- |
| Blanca Fernández Ochoa | Műlesiklás             | 49,89         | 6.            | 49,55         | 7.            | 1:39,44    | 5.         |
| Blanca Fernández Ochoa | Óriás-műlesiklás       | 59,68         | 1.            | nem ért célba | nem ért célba | kiesett    | kiesett    |
| Blanca Fernández Ochoa | Szuperóriás-műlesiklás |               |               |               |               | 1:22,04    | 21.        |
| Ainhoa Ibarra          | Óriás-műlesiklás       | nem ért célba | nem ért célba | kiesett       | kiesett       | kiesett    | kiesett    |
| Ainhoa Ibarra          | Szuperóriás-műlesiklás |               |               |               |               | 1:24,70    | 33.        |
| Eva Moga               | Műlesiklás             | 52,79         | 26.           | nem ért célba | nem ért célba | kiesett    | kiesett    |
| Eva Moga               | Óriás-műlesiklás       | nem ért célba | nem ért célba | kiesett       | kiesett       | kiesett    | kiesett    |

## Műkorcsolya
| Versenyző    | Versenyszám | Kötelező elemek   | Kötelező elemek | Kötelező elemek | Rövid program     | Rövid program | Rövid program | Kűr               | Kűr   | Kűr         | Összesítés         | Összesítés |
| Versenyző    | Versenyszám | Több. hely. száma | Hely.           | Hely. pont.     | Több. hely. száma | Hely.         | Hely. pont.   | Több. hely. száma | Hely. | Hely. pont. | Helyezési pontszám | Helyezés   |
| ------------ | ----------- | ----------------- | --------------- | --------------- | ----------------- | ------------- | ------------- | ----------------- | ----- | ----------- | ------------------ | ---------- |
| Yvonne Gómez | Női egyéni  | 6×18+             | 17.             | 10,2            | 5×18+             | 19.           | 7,6           | 5×17+             | 17.   | 17,0        | 34,8               | 18.        |

## Sífutás
Férfi
| Versenyző  | Versenyszám | Eredmény      | Helyezés      |
| ---------- | ----------- | ------------- | ------------- |
| José Giro  | 15 km       | 48:54,2       | 63.           |
| José Giro  | 30 km       | 1:38:01,5     | 59.           |
| José Giro  | 50 km       | 2:27:05,8     | 58.           |
| Jordi Ribó | 15 km       | 48:40,7       | 61.           |
| Jordi Ribó | 30 km       | nem ért célba | nem ért célba |
| Jordi Ribó | 50 km       | 2:24:10,4     | 53.           |

Női
| Versenyző    | Versenyszám | Eredmény  | Helyezés |
| ------------ | ----------- | --------- | -------- |
| Piroska Abos | 5 km        | 17:41,6   | 49.      |
| Piroska Abos | 10 km       | 35:17,8   | 46.      |
| Piroska Abos | 20 km       | 1:07:33,1 | 49.      |

## Síugrás
| Versenyző   | Versenyszám | 1. ugrás | 1. ugrás | 2. ugrás | 2. ugrás | Összesítés | Összesítés |
| Versenyző   | Versenyszám | Pont     | Hely.    | Pont     | Hely.    | Pont       | Helyezés   |
| ----------- | ----------- | -------- | -------- | -------- | -------- | ---------- | ---------- |
| Bernat Sola | Normálsánc  | 73,2     | 57.      | 67,2     | 57.      | 140,4      | 57.        |
| Bernat Sola | Nagysánc    | 78,5     | 49.      | 60,8     | 51.      | 139,3      | 51.        |

## Szánkó
| Versenyző    | Versenyszám | 1. futam | 1. futam | 2. futam | 2. futam | 3. futam | 3. futam | 4. futam | 4. futam | Összesítés | Összesítés |
| Versenyző    | Versenyszám | Idő      | Hely.    | Idő      | Hely.    | Idő      | Hely.    | Idő      | Hely.    | Idő        | Helyezés   |
| ------------ | ----------- | -------- | -------- | -------- | -------- | -------- | -------- | -------- | -------- | ---------- | ---------- |
| Pablo García | Férfi egyes | 48,702   | 31.      | 47,953   | 29.      | 48,708   | 29.      | 48,115   | 25.      | 3:13,478   | 29.        |